# Źródło Czubrówki
Źródło Czubrówki – źródło krasowe na Wyżynie Olkuskiej, w górnej części Doliny Czubrówki, w północnej części wsi Czubrowice (na północ od przysiółka Górka) w województwie małopolskim.
Źródło Czubrówki znajduje się na terenie Parku Krajobrazowego Dolinki Krakowskie. Bije z niego woda o wydajności 4 l/s. Tworzy ono głębokie rozlewisko, o kształcie głębokiej i szerokiej rynny. Na dnie źródła zauważalne jest pulsowanie wody. Źródło ma kilka wypływów, z którego rozpoczyna bieg rzeka Czubrówka, późniejsza Racławka.